# Африканские мабуи
Африка́нские мабуи (лат. Trachylepis) — род сцинковых ящериц. Включающий более 90 видов, распространённых в Африке, Азии и островах Атлантического и Индийского океанов. Представители рода имеют средние и крупные размеры и хорошо развитые конечности.

## Внешний вид
Африканские мабуи — длиннохвостые ящерицы среднего или довольно крупного размера, имеющие хорошо развитые конечности с пятью пальцами. Веки подвижные, при этом в нижнем веке имеется круглое прозрачное «окошко». Ушные отверстия открытые, барабанная перепонка располагается на дне короткого слухового прохода. Ноздря прорезана в одном щитке. Имеются надносовые щитки, предлобные и лобные, как правило, парные. Межтеменные щитки обычно не сливаются с теменными. Чешуи преанальной области не отличаются от соседних размером и формой.

## Распространение
Ареал рода очень обширный и охватывает Непал, северную Индию, Пакистан, юг Туркменистана и Узбекистана, Переднюю Азию, Ближний Восток, восточное Закавказье (Армения и Азербайджан), всю Африку (кроме Сахары), Мадагаскар и близлежащие острова. Один вид, Trachylepis atlantica, обитает на острове Фернанду-ди-Норонья недалеко от побережья Бразилии.

## Систематика
Ранее виды этого рода рассматривались в составе рода Mabuya.
По данным Reptile Database на июнь 2025 года род включает 98 видов:
- Trachylepis acutilabris (Peters, 1862) — острогубая мабуя
- Trachylepis adamastor Ceriaco, 2015
- Trachylepis affinis (Gray, 1839) — сенегальская мабуя
- Trachylepis albilabris (Hallowell, 1857) — гвинейская мабуя
- Trachylepis albopunctata (Bocage, 1867)
- Trachylepis albotaeniata (Boettger, 1913)
- Trachylepis ansorgii (Boulenger, 1907)
- Trachylepis atlantica (Schmidt, 1945)
- Trachylepis attenboroughi Ceríaco, Marques, Parrinha, Tiutenko, Weinell, Butler & Bauer, 2024
- Trachylepis aureogularis (Müller, 1885)
- Trachylepis aureopunctata (Grandidier, 1867) — золотопятнистая мабуя
- Trachylepis bayonii (Bocage, 1872) — заирская мабуя
- Trachylepis bensonii (Peters, 1867) — мабуя Бенсона
- Trachylepis betsileana (Mocquard, 1906) — мальгашская мабуя
- Trachylepis binotata (Bocage, 1867)
- Trachylepis bocagii (Boulenger, 1887) — танзанийская мабуя
- Trachylepis boehmei Koppetsch, 2020
- Trachylepis boettgeri (Boulenger, 1887) — мабуя Бёттгера
- Trachylepis boulengeri (Sternfeld, 1911) — мабуя Буланже
- Trachylepis bouri Ceríaco, Marques, Parrinha, Tiutenko, Weinell, Butler & Bauer, 2024
- Trachylepis brauni (Tornier, 1902)
- Trachylepis brevicollis (Wiegmann, 1837) — суданская мабуя
- Trachylepis buettneri (Matschie, 1893)
- Trachylepis capensis (Gray, 1831) — капская мабуя
- Trachylepis casuarinae (Broadley, 1974)
- Trachylepis chimbana (Boulenger, 1887) — южноангольская мабуя
- Trachylepis comorensis (Peters, 1854)
- Trachylepis cristinae Sindaco, Metallinou, Pupin, Fasola & Carranza, 2012
- Trachylepis damarana (Peters, 1870)
- Trachylepis depressa (Peters, 1854)
- Trachylepis dichroma Günther, Whiting & Bauer, 2005
- Trachylepis dumasi (Nussbaum & Raxworthy, 1995)
- Trachylepis elegans (Peters, 1854) — стройная мабуя
- Trachylepis farooqii Barbosa, Parrinha, Marques, Harun, Recoder, Sena, Bila, Ineich, Fernandes, Passos, Rodrigues & Ceríaco, 2025
- Trachylepis ferrarai (Lanza, 1978) — южносомалийская мабуя
- Trachylepis gonwouoi Allen, Tapondjou, Welton & Bauer, 2017
- Trachylepis gravenhorstii (Duméril & Bibron, 1839)
- Trachylepis hemmingi (Gans, Laurent & Pandit, 1965) — сомалийская мабуя
- Trachylepis hilariae Ceríaco, Marques, Parrinha, Tiutenko, Weinell, Butler & Bauer, 2024
- Trachylepis hildebrandtii (Peters, 1874) — мабуя Гильденбранда
- Trachylepis hoeschi (Mertens, 1954)
- Trachylepis homalocephala (Wiegmann, 1828) — гладкоголовая мабуя
- Trachylepis huilensis (Laurent, 1964)
- Trachylepis infralineata (Boettger, 1913)
- Trachylepis irregularis (Lönnberg, 1922) — альпийская мабуя
- Trachylepis keroanensis (Chabanaud, 1921)
- Trachylepis lacertiformis (Peters, 1854) — ящерицевидная мабуя
- Trachylepis laevigata (Peters, 1869)
- Trachylepis laevis (Boulenger, 1907)
- Trachylepis langheldi (Sternfeld, 1917)
- Trachylepis lavarambo (Nussbaum & Raxworthy, 1998)
- Trachylepis loluiensis Kingdon & Spawls, 2010
- Trachylepis maculata (Gray, 1839) — пятнистая мабуя
- Trachylepis maculilabris (Gray, 1845) — пятнистогубая мабуя
- Trachylepis madagascariensis (Mocquard, 1908) — мадагаскарская мабуя
- Trachylepis makolowodei Chirio, Ineich, Schmitz & Lebreton, 2008
- Trachylepis margaritifer (Peters, 1854)
- Trachylepis megalura (Peters, 1878)
- Trachylepis mekuana (Chirio & Ineich, 2001)
- Trachylepis mlanjensis (Loveridge, 1953)
- Trachylepis nancycoutuae (Nussbaum & Raxworthy, 1998)
- Trachylepis nganghae Ineich & Chirio, 2004
- Trachylepis notabilis (Peters, 1879)
- Trachylepis occidentalis (Peters, 1867) — западная мабуя
- Trachylepis ovahelelo Ceríaco, Marques, Parrinha, Tiutenko, Weinell, Butler & Bauer, 2024
- Trachylepis ozorii (Bocage, 1893)
- Trachylepis paucisquamis (Hoogmoed, 1978)
- Trachylepis pendeana (Ineich & Chirio, 2001)
- Trachylepis perrotetii (Duméril & Bibron, 1839) — мабуя Перротета
- Trachylepis planifrons (Peters, 1878) — эфиопская мабуя
- Trachylepis polytropis (Boulenger, 1903)
- Trachylepis pulcherrima (De Witte, 1953)
- Trachylepis punctatissima (Smith, 1849)
- Trachylepis punctulata (Bocage, 1872)
- Trachylepis quinquetaeniata (Lichtenstein, 1823) — радужная мабуя, или пятиполосая мабуя
- Trachylepis raymondlaurenti Marques, Ceríaco, Bandeira, Pauwels & Bauer, 2019
- Trachylepis rodenburgi (Hoogmoed, 1974) — мабуя Роденбурга
- Trachylepis sechellensis (Duméril &  Bibron, 1839) — сейшельская мабуя
- Trachylepis socotrana (Peters, 1882)
- Trachylepis sparsa (Mertens, 1954)
- Trachylepis spilogaster (Peters, 1882)
- Trachylepis striata (Peters, 1844) — полосатая мабуя
- Trachylepis sulcata (Peters, 1867)
- Trachylepis suzanae Ceríaco, Marques, Parrinha, Tiutenko, Weinell, Butler & Bauer, 2024
- Trachylepis tandrefana (Nussbaum, Raxworthy & Ramanamanjato, 1999)
- Trachylepis tavaratra (Ramanamanjato, Nussbaum & Raxworthy, 1999)
- Trachylepis tessellata (Anderson, 1895)
- Trachylepis thomensis Ceríaco, Marques & Bauer, 2016
- Trachylepis varia (Peters, 1867) — пёстрая мабуя
- Trachylepis variegata (Peters, 1870) — изменчивая мабуя
- Trachylepis vato (Nussbaum & Raxworthy, 1994)
- Trachylepis vezo (Ramanamanjato, Nussbaum & Raxworthy, 1999)
- Trachylepis volamenaloha (Nussbaum, Raxworthy & Ramanamanjato, 1999)
- Trachylepis vunongue Ceríaco, Marques, Parrinha, Tiutenko, Weinell, Butler & Bauer, 2024
- Trachylepis wahlbergii (Peters, 1870)
- Trachylepis wilsoni Ceríaco, Marques, Parrinha, Tiutenko, Weinell, Butler & Bauer, 2024
- Trachylepis wingati (Werner, 1908)
- Trachylepis wrightii (Boulenger, 1887)